# Rudzienko (Mińsk)
Pour les articles homonymes, voir Rudzienko.
Rudzienko (prononciation : [ruˈd͡ʑeŋkɔ]) est un village polonais de la gmina de Dobre dans le powiat de Mińsk de la voïvodie de Mazovie dans le centre-est de la Pologne.
Le village comptait approximativement 670 habitants en 2006.

## Histoire
De 1975 à 1998, le village appartenait administrativement à la voïvodie de Siedlce.